# Татарское Сунчелеево
Тата́рское Сунчеле́ево (тат. Татар Сөнчәләсе) — село в Аксубаевском районе Республики Татарстан. Входит в состав Мюдовского сельского поселения.

## География
Село находится в Западном Закамье на реке Большая Сульча, в 12 км к юго-западу от Аксубаево, в 2 км к западу от центра поселения, посёлка Мюд.
Татарское Сунчелеево находится в часовой зоне МСК (московское время). Смещение применяемого времени относительно UTC составляет +3:00.

## Население
| 1782 | 1859 | 1897 | 1908 | 1920 | 1926 | 1938 | 1949 | 1958 | 1970 | 1979 | 1989 | 2002 | 2010 | 2015 |
| ---- | ---- | ---- | ---- | ---- | ---- | ---- | ---- | ---- | ---- | ---- | ---- | ---- | ---- | ---- |
| 47   | 752  | 1279 | 1501 | 1378 | 882  | 1025 | 692  | 629  | 754  | 612  | 412  | 376  | 364  | 303  |

По состоянию на 2014 год в селе проживало 369 человек.
Национальный состав
Согласно результатам переписи 2002 года, в национальной структуре населения села татары составляли 99%.

### Комментарии
1. ↑  Расстояние измерено с помощью инструментария Яндекс.Карты
2. ↑  душ мужского пола